# Alan Gross

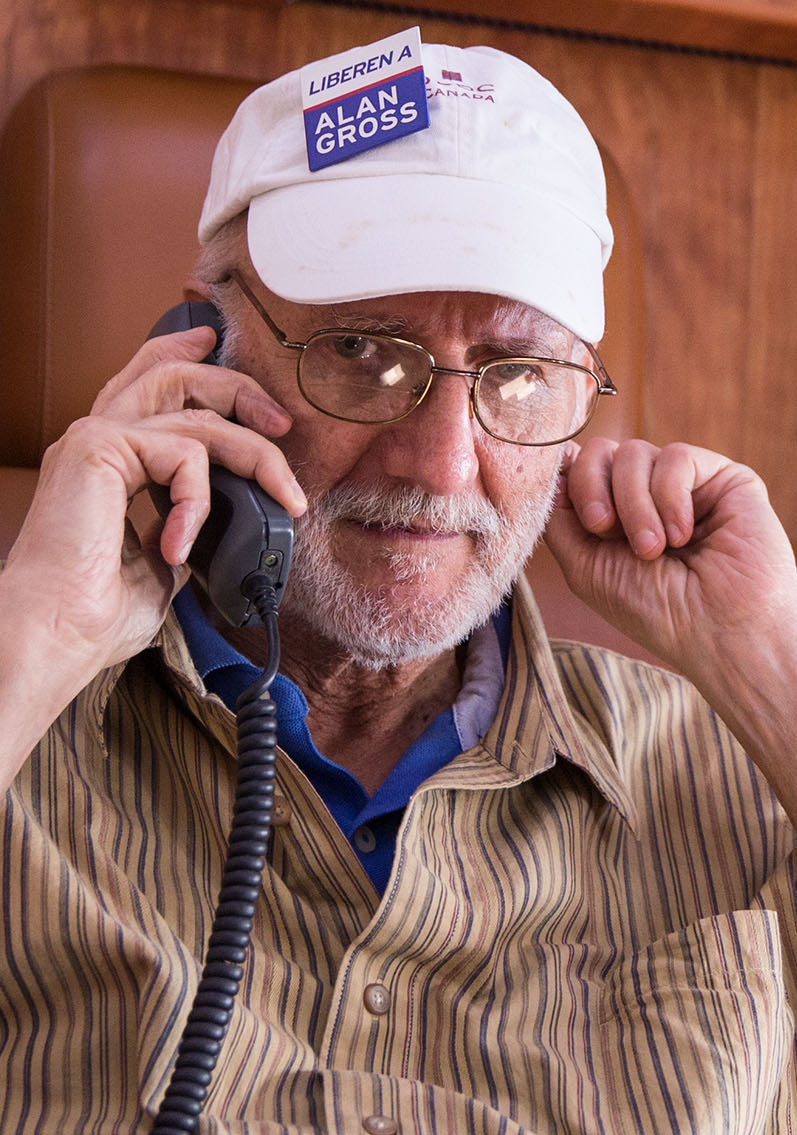
Alan Gross (2014)

Alan Phillip Gross (* 2. Mai 1949 in Baltimore, Maryland) ist ein US-amerikanischer IT-Spezialist, Sozialarbeiter und Entwicklungshelfer. Er wurde im Dezember 2009 in Kuba verhaftet, nachdem er, selbst Jude, als Subunternehmer der Entwicklungsorganisation der US-Regierung USAID illegal Kommunikationsmaterial an die jüdischen Gemeinden Kubas verteilt hatte. Im März 2011 wurde er wegen „Akten gegen die Unabhängigkeit und Integrität des nationalen Territoriums“ Kubas zu einer Freiheitsstrafe von 15 Jahren verurteilt. Am 17. Dezember 2014 wurde er vorzeitig entlassen und konnte in die USA heimkehren.

## Werdegang
Gross studierte an der University of Maryland sowie an der Virginia Commonwealth University Soziale Arbeit. Als Entwicklungshelfer war er später in über 50 Ländern der Welt tätig. Im Jahr 2001 gründete er eine eigene Firma Joint Business Development Center (JBDC). Diese will das Internet an Orte bringen, wo es bisher nur wenig oder gar keinen Zugang gab. Seine Arbeit führte ihn unter anderem in Länder wie Irak, Afghanistan, Armenien und Kuwait.

## Verhaftung und Gerichtsverfahren
Am 3. Dezember 2009 wurde Gross in Kuba bei der Ausreise im Flughafen Havanna verhaftet. Laut Angaben seiner Frau war er in Kuba, um „die Kommunikation innerhalb der jüdischen Gemeinden Kubas und deren Internetzugang zu verbessern“. Im gleichen Jahr war er, angeblich aus dem gleichen Grund, bereits viermal mit einem Touristenvisum nach Kuba eingereist, was einen Verstoß gegen die kubanischen Einreisebestimmungen darstellt. Seine Firma, das JBDC, ist über die Firma Development Alternatives Inc. (DAI) Subkontraktor der staatlichen US Agency for International Development (USAID). Unter anderem soll er Satellitentelefone verteilt haben, deren Einfuhr nach Kuba ohne entsprechende staatliche Genehmigung verboten ist. Auch die Verteilung von Geld und anderen Materialien, welche von der US-Regierung oder deren Repräsentanten stammen, unterliegt einer Strafandrohung von drei bis acht Jahren. Gemäß der gegen ihn erhobenen Anklage soll er bereits im Jahr 2004 nach Kuba gereist sein, um einem Führer der kubanischen Freimaurer eine Videokamera und Medikamente zu überbringen. Dieser arbeitete für den kubanischen Geheimdienst und war im späteren Verfahren gegen Gross ein Hauptzeuge der Anklage.
Laut einem von AP-Bericht vom Februar 2012 soll Gross in Kuba nicht als Vertreter einer US-Regierungsorganisation, sondern als Vertreter einer jüdischen, humanitären Organisation aufgetreten sein. Auch soll er Geräte mit Hilfe US-amerikanischer Juden, die einzelne Teile in ihrem Handgepäck mitführten, nach Kuba geschmuggelt haben. Aus den Berichten Gross’ an die USAID geht hervor, dass er sich der mit seiner Tätigkeit in Kuba verbundenen Risiken und Gefahren bewusst war. In seinem als Schlussbericht bezeichneten Bericht über seine vierte Reise fasst er seine Tätigkeit zusammen als „in drei Gemeinden Drahtlose Netzwerke erstellt, die von 325 Benutzern genutzt werden“. Bei seiner Verhaftung in Kuba im Dezember 2009 hatte er einen Mikrochip bei sich, der verhindert, dass Satellitentelefonate lokalisiert werden können. Der Chip ist auf dem freien Markt nicht erhältlich und wird hauptsächlich von der CIA und dem US-Verteidigungsministerium verwendet.
Im März 2011 wurde Gross wegen „Akten gegen die Unabhängigkeit und Integrität des nationalen Territoriums“ Kubas zu einer Freiheitsstrafe von 15 Jahren verurteilt. Die Haftstrafe wurde im August des gleichen Jahres von Kubas Oberstem Gerichtshof bestätigt. Nach Angaben des Gerichts wurde ihm nachgewiesen, technisches Gerät zum Aufbau von internen Netzwerken ins Land geschmuggelt zu haben. Diese Tätigkeit sei Teil eines US-Regierungsprograms gewesen, das auf die Destabilisierung Kubas und die Untergrabung der verfassungsmäßigen Ordnung des Landes abziele.

## Bemühungen um eine Freilassung
Unmittelbar nach Bestätigung der Verurteilung Gross’ durch den Obersten Gerichtshof kritisierte ein Sprecher des Weißen Hauses diese und forderte die „sofortige und bedingungslose Freilassung“ Gross’. Seitdem liefen zahlreiche diplomatische Bemühungen um Gross’ Freilassung beziehungsweise für einen Gefangenenaustausch. New Mexicos Ex-Gouverneur Bill Richardson reiste beispielsweise im September 2011 in „privater Mission“ nach Kuba. Sein Angebot war, dass die USA Kuba von der Liste der Terrorismus unterstützenden Staaten  streicht, in der Kuba seit der Reagan-Ära aufgelistet ist. Die für Kuba anfallenden Vorteile wären jedoch eher gering gewesen. Sämtliche dort bestimmten Strafen sind auch Bestandteil des US-Embargos gegen Kuba. Auch ein Austausch gegen die wegen Spionage zu langjährigen Haftstrafen in den USA verurteilten Miami Five war im Gespräch. Richardson musste jedoch mit leeren Händen nach Hause zurückkehren.
Später machte Kubas Parlamentspräsident Ricardo Alarcón klar, dass Kuba Gross nicht unilateral freilassen werde. Ein Angebot der US-Regierung, Gross gegen den am 7. Oktober 2011 auf Bewährung freigelassenen, jedoch mit einem für die dreijährige Bewährungszeit gültigen Ausreiseverbot belegten kubanischstämmigen US-Amerikaner René González, einem der Miami Five, auszutauschen, lehnte die kubanische Regierung anonymen Quellen zufolge als unzureichend ab. Ende Oktober 2011 soll Gross selbst, nachdem er vom Austausch des israelischen Soldaten Gilad Shalit gegen mehr als 1000 inhaftierte palästinensische Gefangene erfahren hatte, einem aus Washington zu einem Haftbesuch angereisten US-amerikanischen Rabbiner gegenüber den Wunsch geäußert haben, gegen die fünf kubanischen Spione ausgetauscht zu werden.

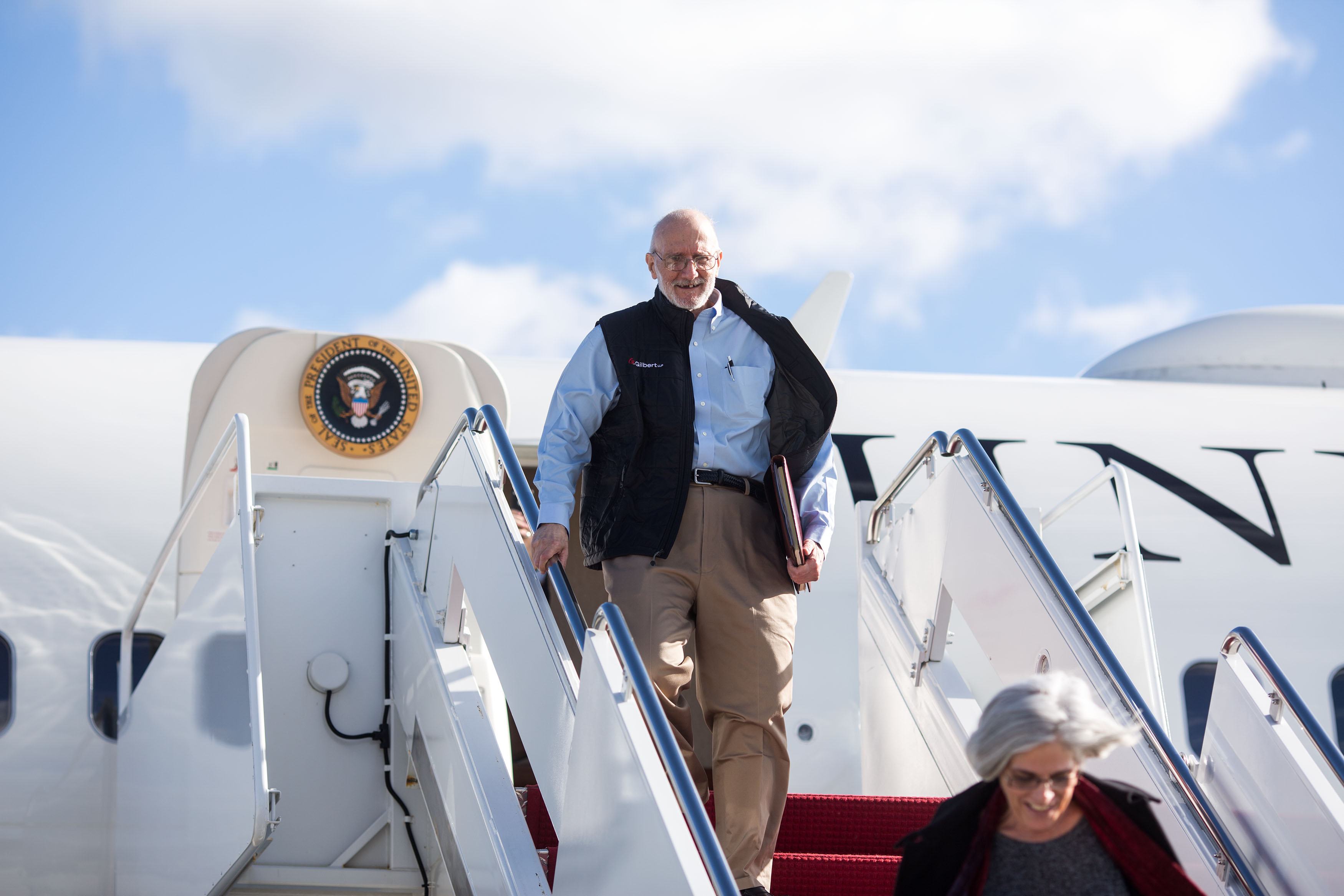
Ankunft von Gross am 17. Dezember 2014 in den Vereinigten Staaten

Nachdem seine Mutter 2010 lebensbedrohlich an Lungenkrebs erkrankt war, beantragte Gross Hafturlaub aus humanitären Erwägungen, um ihren letzten Wunsch nach einem Wiedersehen erfüllen zu können. Eine entsprechende Erlaubnis erhielt der als kubanischer Spion verurteilte René González 2012 von der US-amerikanischen Regierung, um seinen sterbenskranken Bruder in Kuba zu besuchen. Gross wurde sie jedoch verweigert, seine Mutter starb schließlich im Juni 2014 im Alter von 92 Jahren.
Am 17. Dezember 2014 wurde Gross offiziell aus humanitären Gründen entlassen und konnte unmittelbar darauf die Heimreise in die USA antreten. Im Gegenzug wurden von den USA die letzten drei verbliebenen Gefangenen der Miami Five freigelassen. Neben einem langjährig in Kuba einsitzenden CIA-Agenten sollen auch noch 53 kubanische Regimegegner freigekommen sein. Der Austausch erfolgte im Zusammenhang mit der Vereinbarung der Wiederaufnahme diplomatischer Beziehungen zwischen Kuba und den USA und der Ankündigung einer Neuausrichtung der Kuba-Politik durch Präsident Obama. Vorangegangen waren 18-monatige Geheimverhandlungen, an deren Anbahnung beziehungsweise Vermittlung der haitianische Präsident Michel Martelly sowie die Regierung Kanadas und Papst Franziskus beteiligt waren.

## Bewertungen des Falls Alan Gross
Nach Meinung des Ex-Interessenvertreters der USA in Kuba, Wayne S. Smith ist Gross Opfer der auch unter Präsident Barack Obama weitergeführten Politik der USA gegenüber Kuba und ihrer von der USAID getragenen unglücklichen und überholten Programme zur „Förderung der Demokratie in Kuba“, deren Ziel die Beseitigung der derzeitigen kubanischen Regierung ist. Der kubanisch-amerikanische Politologe Arturo López-Levy von der University of Denver, ein Kenner der kubanischen Verhältnisse und selbst Jude, betont, dass Gross nicht deshalb verhaftet wurde, weil er Jude sei oder weil er den jüdischen Gemeinde geholfen habe, sich besser zu vernetzen, sondern weil er auf dem Lohnzettel der US-Regierung stand. Diese erklärt jedoch, er sei lediglich ein harmloser Entwicklungshelfer.

## Privatleben
Gross ist verheiratet und hat zwei erwachsene Töchter.